# Cachena
La cachena es una raza bovina, típica de Portugal y Galicia, España. Esta raza, en la antigüedad, fue de triple aprovechamiento: trabajo, carne y leche, con predominio del primero para los trabajos agrícolas (bueyes). El nombre de Cachena se usa para designar una población bovina extendida en el sudoeste orensano, en los montes de la sierra del Xurés, sierra del Leboreiro y montes do Quinxo, que, al final de su regresión censual, quedó prácticamente acantonada en la parroquia de A Illa, ayuntamiento de Entrimo; más concretamente, en la localidad de Olelas.
Se aluden antiguamente a términos como “Pisca” (bien presentada de cuernos) o Galluda o Galleira, (Aplicase al buey o a la vaca de cuernos grandes y muy abiertos hacia lo alto) y otros definen Galleira como “vaca que abre los cuernos”.
Sánchez Belda[¿quién?] (1984) sostiene que su origen no es conocido, aunque por su aspecto general la sitúa en el tronco Cántabro por algunas características comunes a las otras razas del mismo tronco (cúpula en los sementales y color del pelo). Pero su cornamenta totalmente diferente, le hace suponer otra ascendencia y dependencia filogenética. Muy probablemente relacionada con el tronco gris-podólico de Europa centro-oriental, parte de su ascendencia habría llegado a sus montañas originarias entre Galicia y el norte de Portugal, llevada por el pueblo suevo.
La principal área de origen y de dispersión de la raza son las zonas montañosas de los ayuntamientos incluidos en el parque natural Baixa Limia-Xurés, en la provincia de Ourense, y al pie del parque nacional portugués Peneda-Gerês.
Ocupaba terrenos pobres de suelo ácido y de limitadas posibilidades forrajeras, de clima húmedo y frío. En el año 1996 se expandió desde los ayuntamientos originarios de Entrimo, Lobios y Muíños a zonas limítrofes como Quintela de Leirado, Calvos de Randín y Baltar e, incluso, a zonas más alejadas de la provincia de Ourense (O Irixo, A Veiga de O Bolo), y también a las otras provincias de Galicia.
En la actualidad[¿cuándo?] la raza, se cría en toda Galicia, con manifestaciones en el resto de España, predominando las áreas montañosas, siendo una raza adaptable a cualquier tipo de condiciones ambientales.
Hoy se usa como productora de una carne de excelente calidad.

## Morfología
La raza bovina Cachena agrupa animales de pequeño tamaño, de perfil recto a subcóncavo, de marcada elipometría, en su conjunto muy armónicos y recortados. Están perfectamente adaptadas al medio y aprovechan los recursos naturales autóctonos en donde habitan.
- Cabeza. Pequeña, frente ligeramente deprimida y corta de cara, testuz con melena no abundante, cuernos en lira alta de grandes proporciones y sección circular, palas de color ámbar y punta negra. Labios gruesos y hocico arrugado, bociclara. Ojos oblicuos, separados y con mirada muy viva. Mandíbula poderosa.
- Cuello. Corto, armónico y con gran papada (raza ambiental), desarrollado y oscuro. Morrillo en los machos.
- Tronco. Redondeado y robusto. Cruz prominente, con línea dorso-lumbar sensiblemente recta. Pecho ancho de gran capacidad torácica, tórax profundo con costillares bien arqueados, ijares extensos y vientre voluminoso. Grupa ancha ligeramente derribada. Cola de nacimiento un poco adelantado, larga y con borlón oscuro.
- Extremidades. Muslos y nalgas poco desarrollados, extremidades bien proporcionadas y dirigidas, de hueso fino y articulaciones rectas, pezuñas negras, pequeñas y duras.
- Sistema mamario. Ubres bien conformadas, de volumen armónico al tamaño del animal,pezones bien dirigidos, buena producción lechera y abundante protección pilosa.
- Capa. Castaña clara, avellana, más oscura en la región del cuello. testuz con melena poco poblada, pabellones auriculares poblados de pelo (pendientes). En los machos la capa es más oscura. Mucosas nasales y genitales negras, escroto de color claro con mancha oscura en su parte distal (cúpula).
- Alzada. Los rangos de alzada a la cruz, a la mitad del dorso y a la grupa son entre 90 y 120 cm, 90 y 115 cm y 100 y 125 cm respectivamente para las hembras y entre 100 y 130 cm, 90 y 125 cm y 105 y 135 cm respectivamente para los machos.

## Distribución
Se distribuyen en zonas montañosas de los municipios incluidos en el parque natural Baixa Limia-Serra do Xurés, principalmente en la aldea ourensana de Olelas, y en las zonas montañosas del parque nacional portugués de Peneda-Gerés.
Originariamente la raza estaba muy poco dispersa por toda la comunidad gallega, localizándose la mayor concentración en la provincia de Ourense. En la actualidad se constata una franca expansión por toda Galicia, y con expresiones en Asturias, Vizcaya, Burgos, Cáceres, León, Madrid, Soria y Zamora.
El inicio de los años 90 se inician los programas de conservación por parte de la Junta de Galicia, con un censo de 151 cabezas, la mayor parte de ellas en el Centro de Recursos Zoogenéticos de Galicia (CRZG) en el Pazo de Fontefiz y sólo nueve cabezas fuera del CRZG en las pocas ganaderías existentes.